# Grabinka (dopływ Wisłoki)
Grabinka (Grabinianka, Grabianka, w górnym biegu Czarna, w środkowym biegu Czarnianka}) – rzeka, lewy dopływ Wisłoki o długości 34,09 km.
Rzeka płynie w województwie małopolskim i podkarpackim. Przepływa m.in. przez Straszęcin. Pod nazwą Grabinianka zaczyna się w miejscowości Głowaczowa. Uchodzi do Wisłoki na granicy Dębicy i Zawierzbia.
Grabinianka jest wąską rzeką górską o szybkim nurcie, z dużą liczbą zapór i progami wodnymi.